# Teresa Arijón
Teresa Arijón (Buenos Aires, 9 de noviembre de 1960) es una escritora, poeta, traductora, y editora argentina.

## Biografía
En 1996 residió durante un mes en Sabah (Borneo), visitando a diario el Centro de Rehabilitación de Orangutanes Sepilok. De esa experiencia surgió el libro Orang-utans, traducido al inglés y donado a Sepilok para ser distribuido como material didáctico en escuelas malayas. Realizó numerosos seminarios de traducción de poesía en la Biblioteca Nacional de Brasil (Río de Janeiro) y en la Casa Guilherme de Almeida (São Paulo). Desde 2013 codirige, junto a Bárbara Belloc, la colección Nomadismos (pensamiento + ensayo de poetas y artistas iberoamericanos) con sede en Buenos Aires, Cuenca y Río de Janeiro. En los años noventa integró la revista 18 whiskys con otros poetas de su generación, y creó y editó con Bárbara Belloc La rara argentina (panfleto de divertimento y cultura para mujeres anticonvencionales). Hacia el final de la década fue escritora residente en el International Writing Program (Iowa) y devino poeta itinerante. Desde 2008 trabaja como cronista de viajes para la revista Lugares. Fue modelo de artistas durante más de veinte años y de esa experiencia, sumada a una exhaustiva investigación sobre las vidas de las modelos, surgió su libro, La mujer pintada, que conjuga novela, ensayo, retrato y crónica.
Publicó siete libros de poesía, una obra de teatro, un experimento en tragedia, escritos sobre arte, crónicas viajeras, una Teoría del cielo (biografemas barthesianos de creadores latinoamericanos) y un ensayo coral sobre la Revolución Rusa titulado El ladrillo hueco. Ideó y editó Puentes/Pontes (Buenos Aires, FCE, 2003), primera antología bilingüe de poetas argentinos y brasileños contemporáneos traducida por poetas, junto a Heloisa Buarque de Hollanda y Jorge Monteleone. En España tradujo y publicó dos antologías de poesía brasileña y un poemario propio: OS.
Publicó más de 50 traducciones. Entre otros autores, tradujo a Clarice Lispector, Virginia Woolf, Fernando Pessoa, Waly Salomão, Alexander Baron, Jane Austen, Michael McDowell, Hilda Hilst, Daniel Defoe, Ivy Compton-Burnett, David James Poissant, Ana Cristina Cesar, Rubem Fonseca, Angela Melim, Mia Couto, José Eduardo Agualusa, P. D. James, Terry Eagleton, David Peace, Deborah Nelson, Janet Malcolm, Lars Bang Larsen, Chus Pato y Nina Power.

## Obra

### Poesía
- La escrita. Buenos Aires, Último Reino, 1988. Premio Fondo Nacional de las Artes.
- Alibí. Buenos Aires, La rara argentina, 1995.
- Orang-utans. Buenos Aires, La rara argentina, 2000. Traducción al inglés de Hillary Gardner.
- Poemas y animales sueltos. Buenos Aires, pato-en-la-cara, 2005.
- OS. Málaga, Ediciones Puerta al Mar, 2008.
- Óstraca. Poesía reunida 1988-2011. Buenos Aires, Curandera, 2011.
- OS minus other poems. Buenos Aires, LaMonaProducciones, 2019. Traducción al inglés de William Gray.

### Narrativa
- La mujer pintada (Buenos Aires, Lumen, 2021; Madrid, Lumen, 2022).[4][5]

### Ensayo
- Teoría del cielo. Buenos Aires, Planeta, 1992 (con Arturo Carrera).
- El libro de las criaturas que duermen a nuestro lado. Buenos Aires, El Ateneo, 1997 (con Arturo Carrera).
- El libro de la luna. Buenos Aires, El Ateneo, 1998 (con Arturo Carrera y Edgardo Ruso).
- Espejos que dejan ver. Mujeres en las artes visuales latinoamericanas. Santiago de Chile, Isis, 2002.
- Teoría y práctica de la tragedia. Buenos Aires, pato-en-la-cara, 2010 (con Manuel Hermelo).
- El ladrillo hueco. Buenos Aires, pato-en-la-cara, 2011 (con Bárbara Belloc y Manuel Hermelo).

### Teatro
- El perro continuo. Buenos Aires, pato-en-la-cara, 2007 (Con Manuel Hermelo).

### Edición
- Teoría del cielo (1992, con Arturo Carrera)
- El libro de las criaturas que duermen a nuestro lado (1997)
- Puentes/Pontes (2003, primera antología bilingüe de poesía argentina y brasileña contemporánea)
- El perro continuo (2009, con Manuel Hermelo)
- Otra línea de fuego (2009, quince poetas brasileñas ultracontemporáneas)
- Teoría y práctica de la tragedia (2012).

### Antologías
Su poesía ha sido traducida al inglés, el portugués y el francés y forma parte de las antologías: 
- Monstruos. Antología de la joven poesía argentina. Selección de Arturo Carrera. Buenos Aires, FCE, 2001.
- Poetas argentinas (1940-1960). Selección y prólogo de Irene Gruss. Buenos Aires, Del Dock, 2006.
- En el revés del cielo (poetas mujeres de España y Argentina). Selección de Concha García. Buenos Aires, Paradiso, 2007.
- Una antología de la poesía argentina (1970-2008). Selección de Jorge Fondebrider. Santiago de Chile, LOM, 2008.
- Poésie récente d ́Argentine. Une anthologie possible. Selección de Jorge Fondebrider. París, Reflet de Lettres/Abra Pampa Editions, 2013.
- The other tiger. Recent Poetry from Latin America. Selección de Richard Gwyn. Edimburgo, Seren Books, 2016.

## Reconocimientos
Premio Konex en la categoría traducción (2014).